# ليغانتي
ليغانتي (بالإنجليزية: Līgatne)‏ هي منطقة سكنية تقع في لاتفيا في لاتفيا.[بحاجة لمصدر] يقدر عدد سكانها بـ 1,304 نسمة .